# تشارلز إدوارد ريا
تشارلز إدوارد ريا هو سياسي كندي، ولد في 29 أكتوبر 1902 في براندون في كندا، وتوفي في 31 أغسطس 1965. حزبياً، نشط في الحزب الكندي التقدمي المحافظ وحزب أونتاريو المحافظ التقدمي. وقد انتخب عضو برلمان مقاطعة أونتاريو وانتخب عضو مجلس العموم الكندي.